# Лысенко, Иван Егорович
Иван Егорович Лысенко — советский хозяйственный и политический деятель.

## Биография
Родился в 1947 году в селе Глебовка. Член КПСС.
Окончил Ейский техникум механизации, Кубанский сельскохозяйственный институт.
В 1965—1966 гг. — рабочий зерносовхоза.
В 1966—1969 гг. — военнослужащий Советской армии.
В 1969—1991 гг. — механизатор, секретарь парткома совхоза «Степнянский» Кущевского района Краснодарского края.
Избирался депутатом Верховного Совета СССР 9-го и 10-го созывов. Делегат XXVI съезда КПСС.
После 1991 гг. — механизатор в хозяйствах Кущевского района Краснодарского края, организатор семейного КФХ.
Живёт в Кущёвской.

## Награды
- Орден Ленина
- Орден Трудового Красного Знамени